# ガン・ヒル・ロード駅 (IRTダイアー・アベニュー線)
ガン・ヒル・ロード駅（ガン・ヒル・ロードえき、Gun Hill Road）はニューヨーク市地下鉄IRTダイアー・アベニュー線の駅で、ブロンクス区ベイチェスターとアラートンの境目、ガン・ヒル・ロードとセイモア・アベニューの交差点にある。終日5系統が停車する。

## 駅構造
| G          | 地上階・駅舎                 | 出入口 改札、駅員詰所、メトロカード自動券売機 |
| P ホーム階 | 相対式ホーム、右側ドアが開く | 相対式ホーム、右側ドアが開く |
| P ホーム階 | 北行緩行線                   | ← イーストチェスター-ダイアー・アベニュー駅行き（ベイチェスター・アベニュー駅） |
| P ホーム階 | 北行急行線                   | → 路盤のみ |
| P ホーム階 | 南行急行線                   | ← 定期列車なし |
| P ホーム階 | 南行緩行線                   | → 平日：フラットブッシュ・アベニュー-ブルックリン・カレッジ駅行き（ペラム・パークウェイ駅）→ 平日夜間・週末：ボウリング・グリーン駅行き（ペラム・パークウェイ駅）→ 深夜：東180丁目駅行き（ペラム・パークウェイ駅）→ |
| P ホーム階 | 相対式ホーム、右側ドアが開く | |

ガン・ヒル・ロード駅は元々ニューヨーク・ウェストチェスター・ボストン鉄道（NYW&B）の駅として1912年5月29日に開業した。 NYW&Bの倒産により1937年12月12日に廃止となったが、1940年にニューヨーク市がブロンクス・カウンティ線の南部分の路線営業権を買収して1941年からイーストチェスター-ダイアー・アベニュー駅から東180丁目駅間のシャトル運行を始めた。1957年にIRTホワイト・プレーンズ・ロード線と接続され、通し運転が始まった。
相対式ホーム 2面3線（かつては4線だったが1線は撤去された）の駅で、掘割に設けられている。

### 出入口
駅の北側にガン・ヒル・ロードが通っており、駅舎が面している。